# 30e eeuw v.Chr.
De 30e eeuw v.Chr. (van de christelijke jaartelling) is de 30e periode van 100 jaar gerekend vanaf het begin van de jaartelling, dus bestaande uit de jaren 3000 tot en met 2901 v.Chr. De 30e eeuw v.Chr. behoort tot het 3e millennium v.Chr.

## Gebeurtenissen

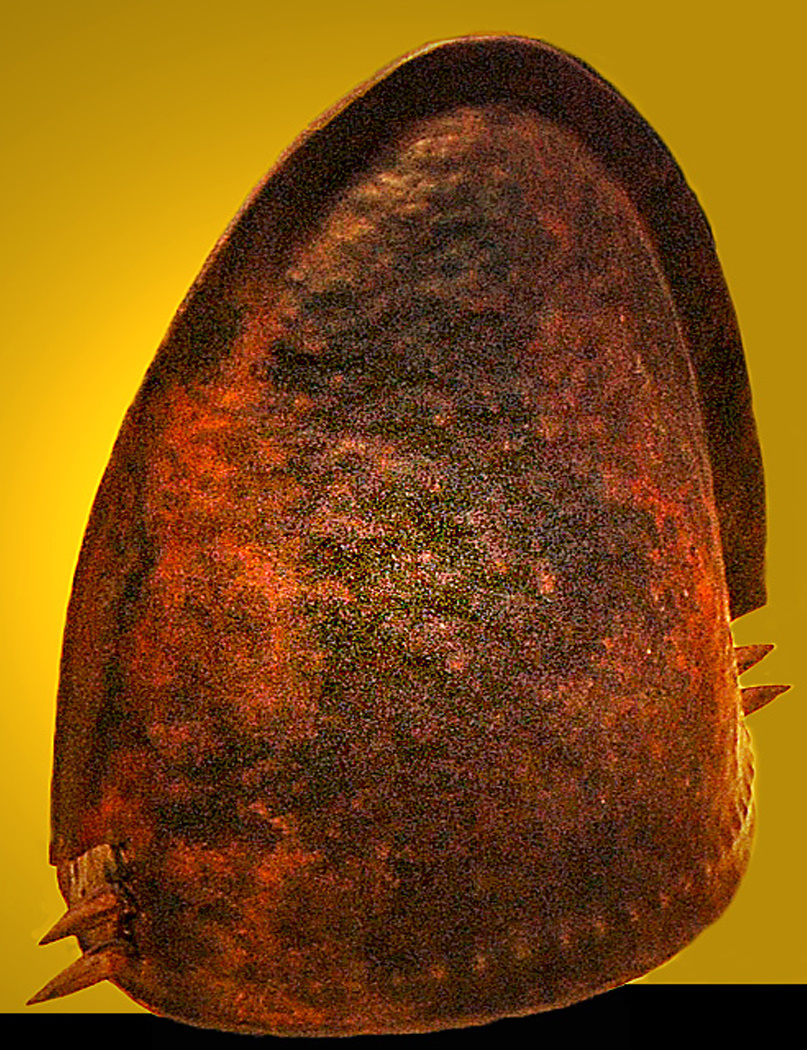
Reconstructie van een helm uit het bronstijdperk

- Begin van het Subboreaal, de voorlaatste etage van het Holoceen.
- 3000-2000 v.Chr.: Vroeg bronstijdperk. Vanuit Azië dringen paardrijdende herders Noord-Europa binnen, zij kappen bossen om weilanden aan te leggen voor hun vee.
- ca. 3000 v.Chr. - Begin van de Minoïsche beschaving op Kreta.
- ca. 3000 v.Chr. - Naast de Minoïsche beschaving ontstaan er nog verschillende beschavingen in en rond de Egeïsche Zee: op de Cycladen, het vasteland van Griekenland en in Klein-Azië.
- ca. 3000 v.Chr. - Er is al een grote beschaving in India en Beloetsjistan, de Indusbeschaving.
- ca. 3000 v.Chr. - Tal van neolithische Indusculturen ontstaan in het noordwesten van India: de Amri, de Nal, de Quetta, de Kulli, de Nundara.
- ca. 3000 v.Chr. - Rond deze periode is de stad Oegarit in het Fenicische rijk bekend.
- ca. 3000 v.Chr. - Rond deze tijd leeft Menes (3032 - 3000 v.Chr.), de eerste farao van Egypte (1e dynastie). Hij verenigt Opper- en Neder-Egypte. Aan hem wordt ook de stichting van de stad Memphis toegeschreven.
- ca. 3000 v.Chr. - Zuid-Amerika: In de kuststreek van het huidige Ecuador ontstaat de Valdiviacultuur. De landbouwers groeperen zich in hoefijzervormig gebouwde dorpen. Ze telen: bonen, katoen, maïs en wortelgewassen. Ze gaan echter ook op visvangst.
- ca. 3000 v.Chr. - Koning Djer (3000 - 2952 v.Chr.) de tweede farao van de 1e dynastie van Egypte. Hij wordt genoemd in de geschriften van Manetho.
- ca. 2950 v.Chr. - Koning Djet (2952 - 2939 v.Chr.) de derde farao van Egypte (1e dynastie). Hij is de schoonzoon van farao Djer.
- ca. 2940 - Koning Den (2939 - 2892 v.Chr.) de vierde farao van Egypte (1e dynastie). Zijn moeder Merneith is regentes van Egypte geweest.
- ca. 2920 v.Chr. - In Egypte begint de Piramidentijd (tot 2185 v.Chr.), de 3e tot de 6e dynastie zullen regeren. Het politieke centrum wordt Memphis.
- ca. 2920 v.Chr. - Stichting van de stad Troje.

<< · 30e · 29e · 28e · 27e · 26e · 25e · 24e · 23e · 22e · 21e · >>